# Astronomical Society of the Pacific
Astronomical Society of the Pacific (ASP, pol. Towarzystwo Astronomiczne Pacyfiku) – naukowo-edukacyjna organizacja astronomiczna założona w San Francisco (USA) 7 lutego 1889, zrzeszająca początkowo uczonych zachodniego wybrzeża Stanów Zjednoczonych. Ma status prawny organizacji non profit.
ASP należy obecnie do największych edukacyjnych stowarzyszeń astronomicznych na świecie, ma członków w ponad 70 krajach. Jego celem jest promocja astronomii i jej społecznego znaczenia. Służy temu wiele inicjatyw wydawniczych i projektów, m.in.:
- Projekt ASTRO – amerykański program ulepszania nauczania astronomii, np. przez spotkania amatorów astronomii z zawodowymi uczonymi;
- Rodzinne ASTRO – projekt kształcenia dzieci przeznaczony dla rodziców, przygotowujący także naukowców do pełnienia roli wychowawców;
- Inne programy skierowane na rozwój muzeów, centrów edukacyjnych, klubów itp.

W zarządzie ASP byli m.in. Edwin Hubble, George Ogden Abell i Frank Drake.
Organizacja wydaje popularny magazyn astronomiczny Mercury, a także magazyn naukowy Publications of the Astronomical Society of the Pacific (PASP), przeznaczony dla zawodowych astronomów. Wydawana przez ASP seria konferencyjna Astronomical Society of the Pacific Conference Series (ASPCS) liczy ponad 400 tomów.
ASP wręcza co roku kilka różnych nagród, m.in.
- Bruce Medal za życiowy wkład do badań astronomicznych;
- Klumpke-Roberts Award za przyczynianie się do popularyzacji, rozumienia i społecznego docenienia astronomii;
- Amateur Achievement Award jako uznanie wkładu amatorów do astronomii;
- Bart Bok Award (przyznawana razem z American Astronomical Society) za wyróżniające się osiągnięcia studentów.